# Consejo estudiantil
El consejo estudiantil o federación de estudiantes es el órgano responsable de representar y coordinar al estudiantado en los distintos centros de estudio, siendo más común su presencia en las universidades. El objetivo de los consejos estudiantes es la defensa de los intereses del estudiantado en el centro de estudio, velando por sus derechos frente a los demás elementos de la comunidad educativa.

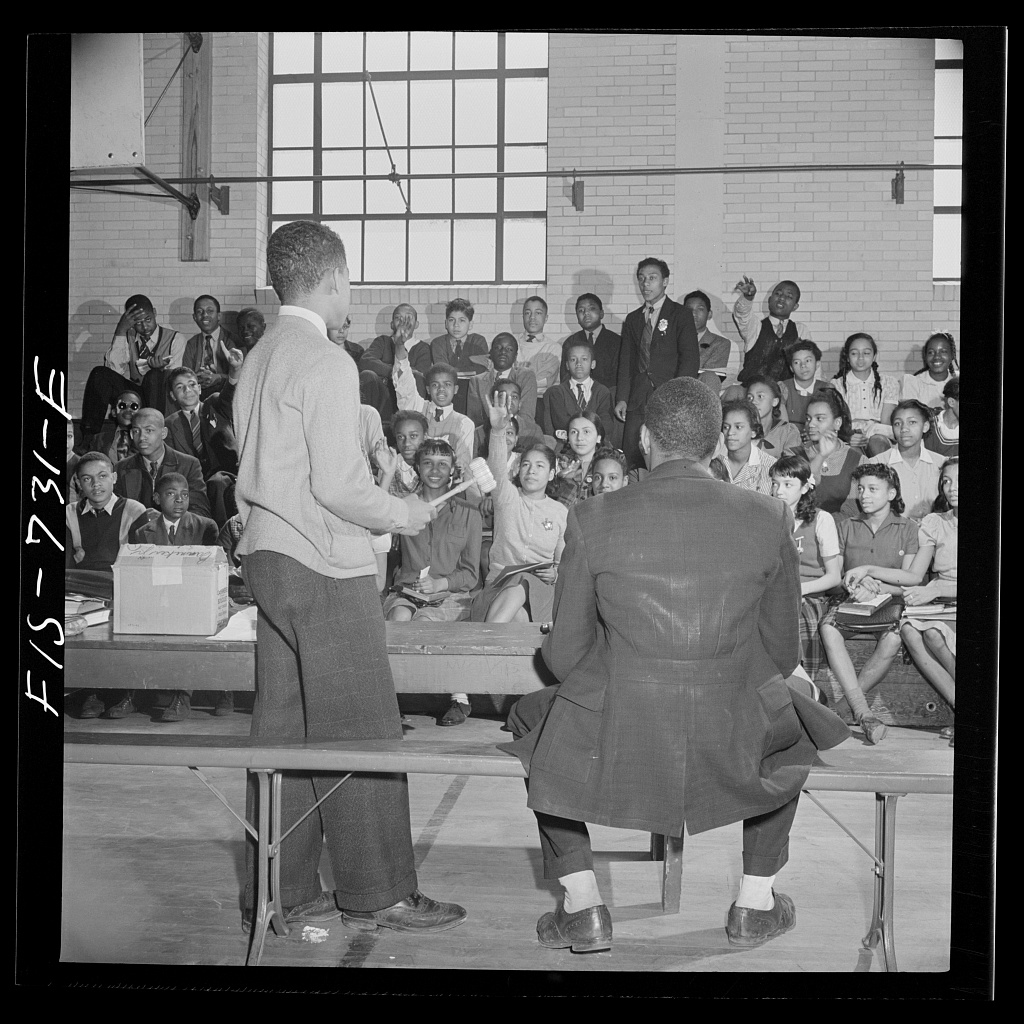
Reunión del consejo estudiantil de Washington D.C en la Escuela Secundaria Banneker.

El consejo estudiantil es usado en todas las instrucciones educativas, por lo cual es muy importante que en todas las instituciones exista un personero estudiantil, el cual se encarga de cumplir las peticiones o arreglos en la institución.

## Sobre su existencia
El consejo estudiantil ayuda a compartir las ideas, intereses y preocupaciones del alumnado con profesores y autoridades de la institución. A menudo también ayudan a recaudar fondos para actividades escolares, incluyendo eventos sociales, proyectos comunitarios, para ayudar a personas en necesidad y pro reforma escolar. Muchas escuelas participan en donaciones de víveres, recaudación de fondos y fiestas.  Muchos miembros aprenden habilidades como una extensión de su educación formal.

## Función
Los consejos estudiantiles operan en muchas formas hay representativo basado y basada vagamente en la del Congreso de EE. UU., o basado en la Rama Ejecutiva de los Estados Unidos, con un Presidente, Vicepresidente, secretario, tesorero, y reportero. En esta forma agentes y representantes estudiantiles son normalmente elegidos de y por el cuerpo estudiantil, a pesar de que puede haber prerequisites para candidatura o sufragio. En escuelas elementales,  hay típicamente uno o dos representantes estudiantiles por aula y un presiding puesto de agentes. Aun así, muchos las escuelas secundarias tienen uno puesto de agentes por nivel de grados.
Un ejemplo de la estructura de un consejo estudiantil de una escuela primaria puede incluir un presidente, un vicepresidente, secretario, tesorero, ujier, fundraising agente, historiador, chicos rep, y chicas rep. Estas funciones pueden ser asignadas o votó encima, cualquiera dentro del consejo estudiantil o por el cuerpo estudiantil entero. También pueden reflejar descendiendo grado-niveles, con el presidente en el grado más viejo, y tan adelante. Los gobiernos escolares secundarios a menudo tienen más independencia y poder que gobiernos más jóvenes. A menudo un gobierno estudiantil es overseen por un patrocinador, el cual es normalmente un profesor en aquella escuela particular. La mayoría de joven o consejos estudiantiles escolares medios tener una constitución de alguna clase y normalmente no tiene una rama judicial. Comparado a consejos escolares elementales, joven alto y consejos de instituto generalmente tienen menos personas.
En algunas escuelas, un representante de consejo estudiantil está asignado a cada clase. Aquellos pases de persona en peticiones, ideas y quejas de estudiantes en aquella clase al consejo estudiantil. En otras escuelas, los Agentes de Clase elegidos son automáticamente miembros del consejo estudiantil.
Los consejos estudiantiles normalmente no tienen financiando autoridad y generalmente tiene que generar sus fondos operativos a través de fundraisers como lavados automovilísticos y cocer ventas. Algunos los consejos estudiantiles tienen un presupuesto de la escuela, junto con responsabilidad para financiar una variedad de actividades estudiantiles dentro de una escuela.

## Estructuras regionales y nacionales
Los consejos estudiantiles pueden unir asociaciones más grandes, y en los Estados Unidos, la Asociación Nacional de Consejos Estudiantiles. En Canadá, la Asociación de Liderazgo Estudiantil canadiense coordina la escena nacional, y en el Reino Unido una organización llamó involver proporciona entrenar, soporte y coordinación para los consejos estudiantiles de la nación

## Países

### Colombia
En Colombia toda institución educativa debe tener un consejo estudiantil, sus funciones y su proceso de elección están
Para su composición dentro de cada grado se debe escoger  a un representante, el cual tendrá voz y voto en nombre de todo su grado en el consejo. A este se le añade el [Personero] que debe ser elegido por sufragio por toda la comunidad educativa y que se compromete con toda esta.
Finalmente, se elige el representante del consejo estudiantil o presidente del consejo el cual debe ser un estudiante del último grado que la institución ofrece y cuyo deber está en desarrollar propuestas y representar al consejo estudiantil en el consejo educativo
El consejo estudiantil se debe reunir por lo menos una vez al mes, convocados por el rector de la institución o por el presidente del consejo. 
Aunque sus funciones varían dependiendo de la institución, las más comunes son:
1. Aceptar el presupuesto del consejo, el cual debe ser administrado por la institución y será utilizado para las propuestas que este desarrolle.
2. Proponer y discutir propuestas de cada estudiante que pueda ser beneficiosa para la comunidad en general.
3. Discutir sobre situaciones especiales que se presenten.
4. Cada representante debe ser vocero de su grado, quiere decir que si en el grado que presenta algún problema o alguna situación específica, él debe de representar  una posición neutra en los estudiantes, es decir; debe también ser  solucionador de conflictos y tener liderazgo.

### Reino Unido
Consejos estudiantiles (o a veces Voz Estudiantil y Unión Estudiantil) en el nivel escolar secundario es normalmente cuerpos nominó por profesores en escuelas estatales (y públicos y colegios privados sin un sistema de casa). Hay algunos redes regionales entre los cuerpos representativos.

### Alemania
En Alemania cada clase elige un delegado (Klassensprecher) y un subdelegado (stellvertretender Klassensprecher). Los delegados y los subdelegados de todas las clases forman la asamblea estudiantil (Schülervertretung, SV). En algunos estados federales los delegados de clase eligen a un delegado escolar, mientras que hay otros estados federales en los que todo el alumnado elige al delegado escolar.

### Indonesia
Los consejos Estudiantiles en Indonesia son oficialmente formados por el gobierno y se apellida OSIS (Organisasi Siswa Intra Sekolah). OSIS esta presente en ambos institutos de joven e instituto. Cada año, el comité que normalmente consta de los profesores y miembros de consejo estudiantiles anteriores aguantan un proceso de selección para admitir alumnado quiénes conocen cualificaciones para unir OSIS, mientras el presidente está votado por estudiantes de la escuela. En algunas prácticas, los profesores pueden también votan depende de su control propio.

### Pakistán
En Pakistán, los consejos estudiantiles están siendo introducidos en muchas escuelas, tanto públicas como privadas. El consejo estudiantil está jugando una función importante en Pakistaní escuelas.
Estructura de consejo Estudiantil en Pakistán:
1. Chico de cabeza, Presidente de Chica / de la Cabeza / Cabeza de Capitán / Escolar Prefect.
2. Chico de Cabeza del vicio, Vicepresidente de Chica de Cabeza / de Vicio / Chico de Cabeza del Diputado, Chica de Cabeza del Diputado / Capitán de Vicio Escolar.
3. Secretario(o Secretarios) / Capitanes de Casa /Séniors Prefects (joven a Secretario, si cualquier)
4. Escolar Prefects / Prefects / Cabezas/ de Voluntarios y Miembros de Grupo (como tablero literario, arte y diseño, etc., si cualquier)
5. La clase Controla
6. El vicio Controla
7. Otros Monitores (comida/de salud/de colección/de distribución/armario/de tablero/graba/monitor @subject/etc.)

### Filipinas
Gobiernos estudiantiles de las escuelas diferentes durante la Philippine República son a menudo directamente elegidos por miembros de cuerpo estudiantil de la clase u organización que presuntamente gobiernan. En más casos, especialmente en institutos, los candidatos sólo pueden estar en cartelera las posiciones siguientes:
- Presidente
- Vicepresidente
- Secretario
- Tesorero
- Auditor
- Agente de Relaciones públicas (puede ser partido a Externo e Interno si necesitado)
- Sargento de hierro y de la que se siente bien congestionado

### Estados Unidos
- Asociación nacional de Consejos Estudiantiles[9]
- Asociación de California de Consejos Estudiantiles[10]
- Asociación de Texas de Consejos Estudiantiles[11]
- Asociación de Oklahoma de Consejos Estudiantiles[12]
- Asociación de Oregón de Consejos Estudiantiles
- Asociación de Pensilvania de Consejos Estudiantiles[13]
- Asociaciones de Míchigan de Honor y Consejos Estudiantiles Sociedades[14]
- Asociación de Minnesota de Consejos Estudiantiles[15]
- Distrito de nordeste Consejo Estudiantil
- Asociación de Illinois de Consejos Estudiantiles
- Biddeford Instituto Consejo Estudiantil[16]
- Asociación de Nuevo México de Consejos Estudiantiles[17] * Asociación de Wisconsin de Consejos Escolares[18]
- Asociación de Carolina del Norte de Consejos Estudiantiles www.ncasc.us

### Ucrania
- Consejo estudiantil de Bukovyna[19]

### Israel
Los juventud y estudiante nacionales de Israel consejo (hebreo: מועצת התלמידים והנוער הארצית) es un cuerpo elegido que representa toda juventud en Israel desde entonces 1993. Los representantes están elegidos democráticamente de consejos de juventud del distrito. (Jerusalén, Tel Aviv, Centro, Haifa, sector árabe, Al sur, y Del norte). El consejo comprende juventud de los sectores diferentes: religioso, secular, judío, árabe, Druze y un Bedouin representante. Los representantes de Consejo de Juventud Nacionales median entre fabricantes de decisión del Gobierno y los representantes de Juventud. Participan en el varios "Knesset" (el parlamento israelí) comités: Educación, Asuntos internos, Violencia, Fármacos y Ciencia. Representantes de juventud participan en los comités que tratan juventud-relacionó asuntos como: los derechos de los niños, violencia, delincuencia y jóvenes en riesgo - cortado fuera de mainstream juventud. Representantes de juventud también participan en discusiones respecto de matriculation exámenes, hablando un proyecto nacional en viajes escolares, juventud de representantes de Juventud de delegaciones, está invitado por oficiales altos, ministros e incluso el presidente y oficiales de países extranjeros. Los juventud y estudiante nacionales de Israel el consejo es el primer consejo de juventud en el mundial aquello hizo legislación de derechos estudiantiles. En 2006 licenciados de los juventud y estudiante nacionales del Israel el consejo fundó una asociación nombró Bematana. La misión de la asociación es para promover dirigentes jóvenes quiénes están elegidos como representantes en estudiantiles y consejos de juventud en Israel. En 2012 los juventud y estudiante nacionales del Israel el consejo aguantó la Conferencia de Liderazgo de Juventud Internacional bajo el eslogan. "¡Tomar la ventaja!"

### Finlandia
Institutos secundarios, lukio, y las escuelas vocacionales en Finlandia tienen consejos estudiantiles. Incorporan todo el alumnado de la institución pero su estado es insignificantes, localmente y nacionalmente. La legislación reclama que tendrían que ser oídos en todos los asuntos pertenecientes a la educación en la institución, pero esto es a menudo no hecho.

### Irlanda
Desde entonces 1998 en Irlanda allí ha sido desarrollo sostenido de consejos estudiantiles en correo escuelas primarias. En 2008 la Segunda Unión de Alumnado del Nivel irlandesa estuvo fundado como el cuerpo de Paraguas Nacional para organizar y coordinar los esfuerzos de campaña nacionales de los consejos estudiantiles. La Unión es también una miembro de OBESSU.

### Noruega
Todas las escuelas en Noruega están requeridas por ley para tener un consejo estudiantil eligió por el alumnado. El objetivo de consejo estudiantil es normalmente para mejorar su escuela a través de animar social, cultural y otros acontecimientos extracurriculares en la comunidad local. Los consejos estudiantiles en Noruega están gobernados por un Consejo de administración que es tampoco eligió directamente o por el consejo estudiantil.

### Singapur
En Singapur muchas escuelas secundarias tienen un consejo estudiantil, el cual proporciona un medio para comunicación entre el alumnado y la administración escolar, una forma de bienestar estudiantil, y un acontecimiento importante-organizando cuerpo. Algunos las escuelas secundarias nombran a su consejo estudiantil le gusta "Tablero de Dirigente estudiantil" o "Comité de Dirigente estudiantil", etc.

### España
La mayoría de las universidades en España tienen consejos estudiantiles que está regulado por ley.  Algunos de los puntos básicos son los 24% de representación estudiantil en el tablero.  Cada consejo universitario está elegido por sufragio universal del alumnado.

### Bulgaria
En Bulgaria la mayoría de las universidades tiene un consejo estudiantil, regulado por ley y los controles de cada universidad. El más grande uno en Bulgaria es el Consejo Estudiantil de Sofía Universitaria - http://students.uni-sofia.bg/

### India
En India, los consejos Estudiantiles han sido introducidos en casi todas Escuelas Privadas y Públicas. El consejo estudiantil juega una función importante en escuelas indias.
Estructura de consejo Estudiantil en India:
1. Chico de cabeza, Presidente de Chica / de la Cabeza / Cabeza de Capitán / Escolar Prefect.
2. Chico de Cabeza del vicio, Vicepresidente de Chica de Cabeza / de Vicio / Chico de Cabeza del Diputado, Chica de Cabeza del Diputado / Capitán de Vicio Escolar.
3. Chico de Cabeza de Vicio suplente, Actuando Chica de Cabeza del Vicio/ Secretario Sénior (joven a Chico de Cabeza de Vicio Suplente, si cualquier)/ Disciplinario En-Cargo/ En-Cargo de Deberes y Graba/Coordinador Escolar
4. Secretario(o Secretarios) / Capitanes de Casa /Séniors Prefects (joven a Secretario, si cualquier)
5. Escolar Prefects / Prefects / Cabezas/ de Voluntarios y Miembros de Grupo (como tablero literario, arte y diseño, etc., si cualquier)
6. La clase Controla
7. El vicio Controla
8. Otros Monitores (comida/de salud/de colección/de distribución/armario/de tablero/graba/monitor @subject/etc.)

### Canadá
En Canadá, el consejo estudiantil está utilizado para ayudar la escuela con acontecimientos especiales y planeando otros acontecimientos. El consejo estudiantil también levanta dinero para bancos alimentarios.
Algunos ejemplos de las posiciones en los consejos Estudiantiles en Canadá son Presidente, Vicepresidente, Tesorero (Ministro de Finanza), Secretario (Ministro de Registros), Sociales Convener (Ministro de Comunicaciones), etc.
En más escuelas, hay también alumnado quienes son Representantes de Nivel del Grado que representa alumnado de sus grados.

## Miembros notables de consejos estudiantiles
- Hillary Clinton - Escuela Secundaria Maine East
- Steve Culbertson - presidente-Amherst Instituto Regional
- Barbara Franklin - presidente-Hempfield Instituto
- José Granados - Presidente
- Kathleen Taylor - presidente-Monsignor Paul Dwyer Instituto católico

## El consejo estudiantil en la cultura popular
- Elección (1999 película)-película estadounidense con Reese Witherspoon y Mark Harelik